# Débat sur la souveraineté du Tibet
Le débat sur la souveraineté du Tibet trouve son origine dans deux points de vue opposés sur le statut du Tibet : celui de la république populaire de Chine et de la république de Chine d'une part, et celui du Gouvernement tibétain puis du Gouvernement tibétain en exil d'autre part.
Il est généralement admis que le Tibet et la Chine étaient des entités indépendantes distinctes avant l'avènement de la dynastie Yuan (1271-1368). La nature des relations entre le Tibet et la Chine durant la période allant de la dynastie Yuan jusqu'à l'intervention militaire chinoise de 1950 et l'incorporation du Tibet à la république populaire de Chine est sujette à débat et interprétations diverses. La souveraineté effective varie également selon les époques et les différentes régions du Tibet (principalement Amdo, Kham, Ü-Tsang et Ngari) considérées.
Le gouvernement tibétain, puis le Gouvernement tibétain en exil affirment que le Tibet et la Chine ont coopéré au cours des différentes dynasties impériales sur la base de la relation entre prêtre et patron qui n'impliquait pas de subordination de l'un envers l'autre. Pour le Gouvernement tibétain en exil, le Tibet était un état indépendant jusqu'à son invasion par la république populaire de Chine en 1950.
La république de Chine, qui gouverna la Chine de 1912 à 1949 et gouverne actuellement Taiwan, affirme que « le Tibet fut placé sous la souveraineté de la Chine » depuis que la dynastie Qing mit fin au bref contrôle de certaines régions du Tibet par le Népal (1788-1792). La république populaire de Chine, qui gouverne la Chine depuis 1949, affirme que le Tibet fait partie de la Chine depuis la dynastie Yuan au XIIIe siècle.
Certains auteurs universitaires affirment qu'autant le Tibet que la Chine étaient gouvernés par les Mongols durant la dynastie Yuan, que le Tibet était indépendant durant la dynastie chinoise Ming (1368-1644), que le Tibet était gouverné par la Chine ou tout au moins subordonné aux Qing durant la plus grande partie de la dynastie mandchoue Qing (1644-1912). Certains auteurs estiment que le Tibet était également indépendant durant la période allant de 1912 à 1951, bien que n'ayant aucune reconnaissance internationale[réf. nécessaire].

## Contexte international actuel
Si, entre 1911 et 1951, le Tibet a échappé à la tutelle de la république de Chine et a fonctionné comme une entité indépendante de facto, il n'a toutefois pas reçu la reconnaissance internationale de jure que lui aurait valu l'octroi d'un statut juridique indépendant, distinct de celui de la Chine. Le Tibet actuel est reconnu internationalement comme faisant partie de la Chine,. Il n'est pas répertorié dans la liste des pays et territoires à décoloniser publiée en 2008 par l'ONU, et la Chine n'est pas citée au nombre des puissances administrantes,. Aucun pays n'a reconnu le gouvernement tibétain en exil, basé en Inde, comme gouvernement légitime du Tibet, bien que, selon Emmanuel Gonon, des résolutions européennes et onusiennes tendent à le reconnaître.[citation nécessaire]

## Résumé des positions
Le Gouvernement tibétain en exil (officiellement Administration centrale tibétaine) affirme qu'avant 1951, le Tibet était un État indépendant,,. Il revendique les anciennes provinces tibétaines maintenant intégrées à la république populaire de Chine (la plus grande partie du territoire de l'Ü, du Tsang (Tibet central ou Ü-Tsang) et du Ngari est aujourd'hui comprise dans la Région autonome du Tibet, l'Amdo est partagé entre les provinces du Qinghai, du Gansu et du Sichuan, et le territoire du Kham est partagé entre les provinces du Sichuan, du Yunnan et de la région autonome du Tibet).
La république populaire de Chine et la république de Chine affirment que la Chine a exercé une souveraineté sur le Tibet dès le XIIIe siècle, lorsque la dynastie Yuan fit du Tibet une région administrative de la Chine. La dynastie Ming continua à exercer cette souveraineté sur le Tibet. À partir du XVIIe siècle, la dynastie Qing administra le Tibet de façon étendue et poussée. Les empereurs Qing accordèrent leur titre honorifique respectif au Ve dalaï-lama et au Ve panchen-lama, dont la réincarnation devait être approuvée par l'autorité centrale selon des règles établies. De 1727 à 1911, les amban, ministres chargés des affaires tibétaines en poste au Tibet, eurent la haute main sur l'administration locale pour le compte de l'autorité centrale. Au XXe siècle, la république de Chine établit une agence des affaires tibétaines ayant un bureau au Tibet tandis que le Tibet envoyait des représentants au congrès national, à l'instar des autres provinces. L'installation du 14e dalaï-lama fut approuvée par le Guomindang, gouvernement nationaliste de l'époque.

## La situation à partir de 1951
Signé en 1951, à la suite de l'intervention au Tibet en 1950, l'« Accord en 17 points sur la libération pacifique du Tibet » voit la reconnaissance par le dalaï-lama et son gouvernement de la souveraineté de la république populaire de Chine sur le Tibet. Selon Changqing Cao, James D. Seymour, l'accord en 17 points signé en 1951 semble de fait confirmer qu'il n'existait pas de souveraineté de la Chine sur le Tibet avant cette date. Ce traité mit fin, selon Stephanie Roemer, à l'« indépendance de facto » du Tibet, ou, selon Alex McKay et également John Kenneth Knaus, à l'« indépendance » du Tibet,,, lui conservant une certaine autonomie.
S'il existe en Occident, en Asie, et au Tibet même un courant d'opinion favorable à l'indépendance du Tibet ou au droit à l’autodétermination de son peuple,,,,,,, aucun État ne reconnaît l'Administration centrale tibétaine comme le gouvernement légitime du Tibet, les contacts diplomatiques avec le gouvernement tibétain en exil n'allant pas jusqu'à contester la souveraineté de la Chine sur la région. Selon Anne-Marie Blondeau, les gouvernements, ne souhaitant pas affronter la république populaire de Chine en raison de la compétition internationale dont ses marchés font l’objet, évitent de prendre parti en évoquant le « statut peu clair » du Tibet et n’abordent pas l’autodétermination des Tibétains, même s’ils évoquent les violations des droits de l'homme au Tibet. Pour Anne-Marie Blondeau, le fait qu'aucun gouvernement n'ait reconnu l'indépendance du Tibet, ne signifie cependant pas que tous trouveraient justifié en droit la revendication territoriale de la Chine.
Le 14e dalaï-lama, pour sa part, plaide aujourd'hui pour « l'autonomie » et non pour l'indépendance du Tibet historique. Cependant, selon l'ambassadeur de Chine à Singapour Hong Xiaoyong, l'« autonomie réelle » demandée par le dalaï-lama entraînerait le retrait des troupes et installations militaires de la Chine au Tibet, la possibilité pour ce dernier d'établir des liens diplomatiques avec d'autres pays et des organismes internationaux, l'établissement d'un « Grand Tibet » de 2,4 millions de km² englobant les zones habitées par des Tibétains dans les provinces de Qinghai, Gansu, Sichuan et Yunnan, le départ des non-Tibétains de ce territoire. Cette « autonomie réelle » serait la négation de la souveraineté du gouvernement central sur le Tibet et équivaudrait à l'indépendance de celui-ci, ce qui n'est pas acceptable par le gouvernement chinois. Pour Lian Xiangmin (2009), spécialiste du Centre de tibétologie à Pékin, le dalaï-lama ne saurait parler du problème de l'autonomie tant qu'il ne se considère pas comme membre de la nation chinoise. « Si lui et ses partisans ne sont pas Chinois, fait-il sens de parler d'une autonomie sous le gouvernement central ? », s'interroge-t-il.
Pour l'homme politique et écrivain Alain Peyrefitte, l'octroi de l'indépendance au Tibet entraînerait une contagion d'indépendantisme parmi les cinquante-quatre autres minorités nationales du pays : la République populaire éclaterait.
Selon Barry Sautman, au niveau international, tous les États dans le monde reconnaissent que le Tibet fait partie de la Chine et aucun État n'est d'avis que le Tibet est une colonie.

## Les arguments du Gouvernement tibétain (pré-1959), puis du Gouvernement tibétain en exil
Dans sa proclamation de 1913 parfois considérée comme une proclamation d'indépendance vis-à-vis de la Chine, le 13e dalaï-lama, à la tête du Gouvernement tibétain, affirme que durant les époques mongoles de Genghis Khan et Altan Khan, de la dynastie chinoise Ming et de la dynastie mandchoue Qing, le Tibet et la Chine ont coopéré sur la base de la relation entre prêtre et patron et qui n'était pas basée sur une subordination de l'un à l'autre. Il condamne « les autorités chinoises au Sichuan et au Yunnan qui se sont efforcées de coloniser notre territoire » en 1910-1912, et réaffirme que « nous sommes une petite nation religieuse et indépendante ».

### Traité de paix sino-tibétain de 822

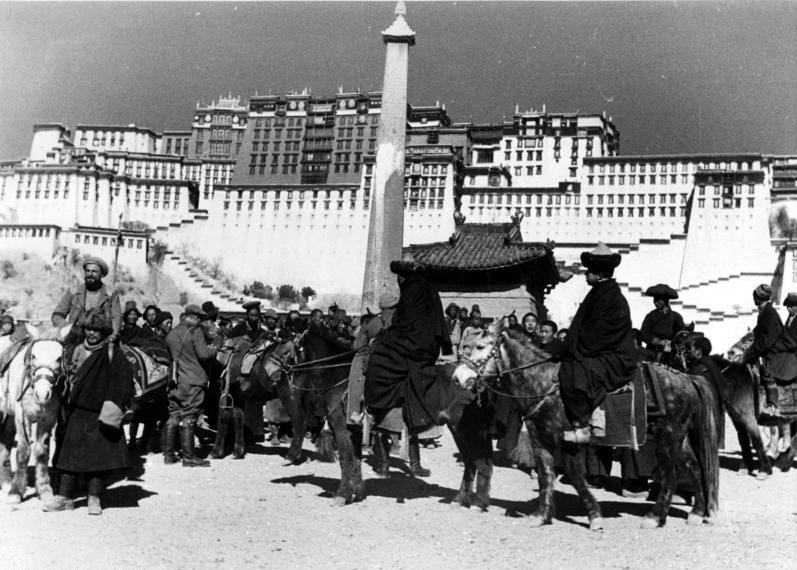
Le pilier de Shöl à Lhassa en 1939

Le règne du roi du tibet Tri Ralpachen fut caractérisé par des conflits entre le Tibet et la Chine avec pour enjeu le contrôle des routes de la soie  et du bassin du Tarim, au nord des territoires tibétains, et l’accès à l’Asie centrale. Pour contrer la puissance du Tibet, la Chine doit faire alliance avec les puissances musulmanes qui chassent le Bouddhisme du nord de l’Inde et du bassin du Gange, son aire d’origine . Les Tibétains attaquèrent le territoire ouïghour en 816 et furent à leur tour attaqués en 821. Après une incursion tibétaine limitée en territoire chinois, les Chinois promirent des alliances matrimoniales aux dirigeants ouïghours et tibétains. Ces mariages, ainsi qu'un traité sino-tibétain, furent finalisés en 822. La paix fut ainsi assurée pour presque deux décennies .
Il s'agit du premier traité connu de l'État tibétain .
Selon le professeur Ge Jianxiong de l’université Fudan à Shanghaï, contrairement aux affirmations officielles chinoises, le plateau du Tibet et du Qinghai n’étaient pas administrés par la Chine sous la dynastie Tang (VIIe – Xe siècles) .

### Le Tibet sous la dynastie des Qing (1644-1912)
Jusqu'en 1912, le Tibet fut sous la tutelle de la dynastie Qing. Un résident impérial, l’amban (tibétain : ཨམ་བན་, Wylie : am bna), était stationné avec une escorte militaire au Tibet, d'où il faisait des rapports au Lǐfàn Yuàn, un bureau gouvernemental des Qing qui supervisait les régions frontalières de l'Empire,. Le Tibet était administré par le gouvernement du Tibet de façon différente des provinces chinoises.
Selon le professeur Ge Jianxiong, sous la dynastie Qing, la notion de la « Chine » n’était pas clairement conceptualisée, et pouvait se référer tantôt à l'État des Qing, y compris tous les territoires à l'intérieur des frontières de l'empire Qing, tantôt aux 18 provinces intérieures chinoises, non compris la Mandchourie, la Mongolie intérieure, le Tibet et le Xinjiang .
Selon Thomas Laird, l'empereur mandchou Shunzhi invita par trois fois le 5e dalaï-lama avant sa conquête de la Chine. Shunzhi écrivit au dalaï-lama qu'il viendrait l'accueillir en dehors de la Grande Muraille de Chine, à l'époque considérée comme une frontière internationale.
Selon Roland Barraux, le règne du 5e dalaï-lama eu pour résultat l'unification du Tibet en une nation. L'indépendance de son pouvoir s'étendait à toutes les anciennes provinces tibétaines, y compris le Kham et l'Amdo.
L'empereur Kangxi a déchu le 6e dalaï-lama.

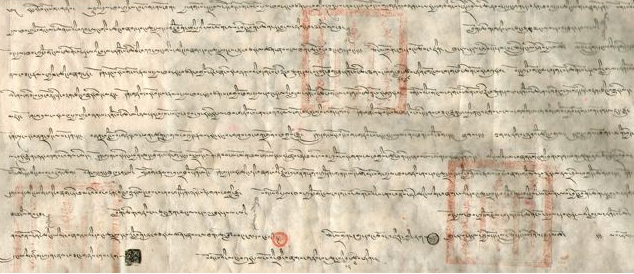
Traité Tibet-Mongolie

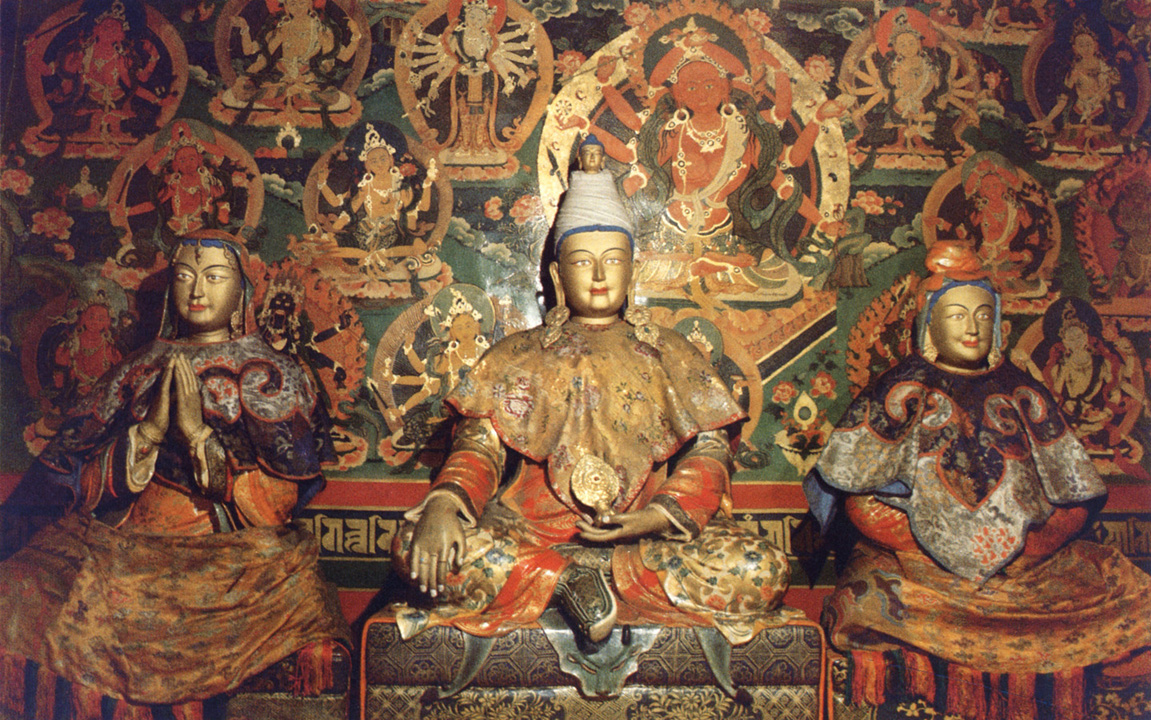
De gauche à droite : Bhrikuti, Songsten Gampo et Wencheng

- Empire mongol

Empire mongol
En 1294 l'empire a été scindé en :
Horde d'or
Khanat de Djaghataï
Houlagides
Empire du Grand Khan (dynastie Yuan)

### Une indépendancede facto
Les troupes et les autorités officielles chinoises sont expulsées du Tibet en 1912 à la suite de l'invasion de 1908 par l'empereur mandchou. 
La même année, le 13e dalaï-lama affirme, dans une lettre adressée au président chinois Yuan Shikai, ne demander aucun titre du gouvernement chinois et souhaiter exercer seul son pouvoir spirituel et temporel,,. 
Le 8 janvier 1913, il fait une déclaration publique en cinq points sur l'indépendance du Tibet. 
Le 14 février 1913, il édite une proclamation réaffirmant l'indépendance du Tibet.[réf. nécessaire]
Selon Alfred P. Rubin, un expert américain en droit international qui a étudié les déclarations d'indépendance du Tibet, celles-ci n'étaient aucunement des déclarations politico-juridiques mais simplement l'affirmation par le 13e dalaï-lama que la relation prêtre-protecteur (mchod-yon) entre les dalaï-lamas et les empereurs chinois s'était éteinte du fait de la fin de l'empire. Pour autant, pour Alfred P. Rubin, l'Intervention militaire chinoise au Tibet de 1950 est une atteinte au droit international.[citation nécessaire]
Dans son livre The Snow Lion and the Dragon, l'anthropologue américain Melvyn Goldstein considère pour sa part que si la déclaration d'indépendance du Tibet n'en constitue pas vraiment une selon les critères occidentaux contemporains, elle indique clairement l'intention du dalaï-lama de régner sur le Tibet sans interférence de la part de la Chine.
S'ensuit, de 1912 à l'intervention chinoise de 1950 (où l'armée communiste a pris le contrôle du Tibet lors de la bataille de Chamdo dans le Kham), une période d'indépendance de facto, reconnue par des historiens occidentaux (Melvyn C. Goldstein) et tibétains en exil, mais contestée par la Chine et des historiens occidentaux (A. Tom Grunfeld) et un Tibétain rallié à la Chine en 1951 (Ngabo Ngawang Jigme),,,.
L'indépendance du Tibet est reconnue à l'époque par la Mongolie. Un traité d'amitié et d'alliance entre le gouvernement de Mongolie et le Tibet est signé en janvier 1913 et porte les sceaux des représentants du Tibet et de la Mongolie. Dans les premières lignes du traité, le Tibet et la Mongolie attestent s'être libérés de la domination Mandchoue et d'avoir chacun constitué un État indépendant. De courts articles portent notamment sur :
- l'engagement mutuel de secours et d'assistance du Tibet et de la Mongolie ;
- les dispositions commerciales et financières [57].

Selon Charles Bell, le Kashag et le 13e dalaï-lama n'ont pas reconnu cet accord,. Selon Warren W. Smith Jr, en désavouant partiellement le traité, le dalaï-lama souhaitait apaiser les craintes des Britanniques concernant une ingérence russe au Tibet.
Ce n'est qu'à la suite d'un plébiscite en faveur de l'indépendance, organisé après la 2e guerre mondiale, que la république de Chine renonça à sa souveraineté sur la Mongolie.
Dans sa lettre au secrétaire général de l'ONU datée du 9 septembre 1959, le 14e dalaï-lama donne une série d’arguments démontrant la reconnaissance internationale de la souveraineté du Tibet, notamment le fait que la Mongolie et la Grande-Bretagne ont signé des traités avec le Tibet (le traité d'amitié et d'alliance entre le Gouvernement de Mongolie et le Tibet et la convention de Simla), et que des représentants tibétains munis de passeports tibétains sont reçus par l'Inde, la France, l'Italie, le Royaume-Uni et les États-Unis.
Elisabeth Martens, auteur du livre Histoire du bouddhisme tibétain. La compassion des puissants, déclare que l'indépendance du Tibet ne s'appuie sur aucun document officiel et n'a jamais été reconnue par aucun pays au monde, ni par les Nations unies.
Par ailleurs, Heinrich Harrer, un Autrichien évadé d'un camp de prisonniers anglais à Dehradun en Inde, arrive à Lhassa en 1946. Il restera plusieurs années au Tibet. Dans son livre Lhassa : le Tibet disparu, il indique jouer des parties de tennis avec des amis tibétains mais aussi avec l'ambassadeur du Népal, des membres de l'ambassade de Chine, des Anglais de la mission britannique à Lhassa, attestant ainsi de la présence de ces représentants de pays étrangers auprès du gouvernement tibétain. De même, il évoque le départ de l'ambassadeur de Chine en juillet 1949. En effet la délégation chinoise était favorable au parti nationaliste de Tchang Kaï-chek. Souhaitant rester neutre dans la guerre civile chinoise, le gouvernement tibétain demanda à cette délégation de quitter le Tibet . Toutefois, dans la version anglaise de ses mémoires (Seven Years in Tibet), Heinrich Harrer emploie le terme de « chargé d'affaires » et non celui d'« ambassador » pour désigner le représentant chinois (la présence d'un ambassadeur supposerait une ambassade chinoise jouissant de privilèges particuliers et ayant pour contrepartie la présence, dans la capitale chinoise, d'une ambassade tibétaine jouissant elle aussi de ces privilèges) .
Melvyn Goldstein n'évoque que l'existence d'une « mission de condoléances » envoyée par le gouvernement de Tchang Kaï-chek après la mort du 13e dalaï-lama et autorisée par la suite à rester et à ouvrir un « bureau » .

### La question des passeports tibétains

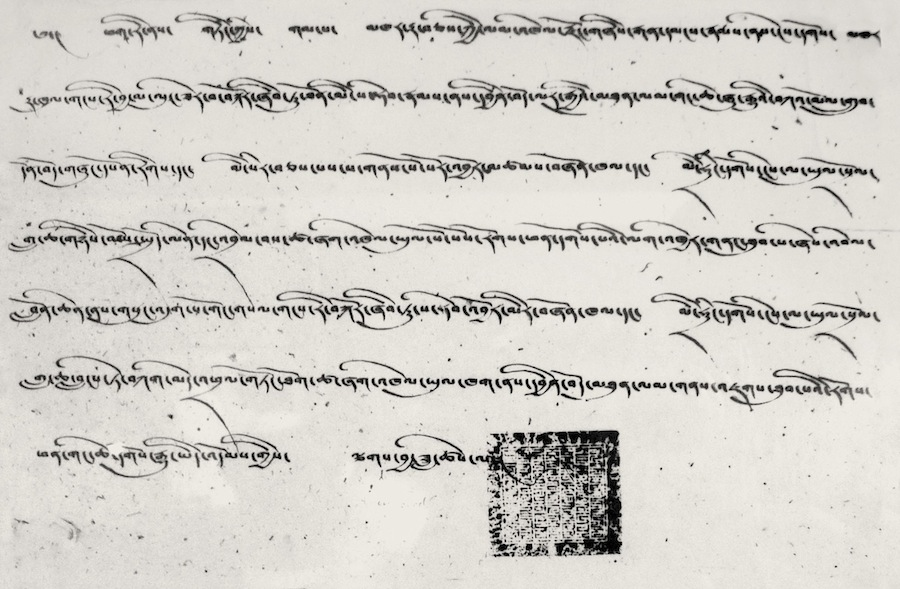
Passeport délivré à Charles Alfred Bell en 1921 pour l'expédition de reconnaissance britannique à l'Everest de 1921 autorisée par le dalaï-lama.

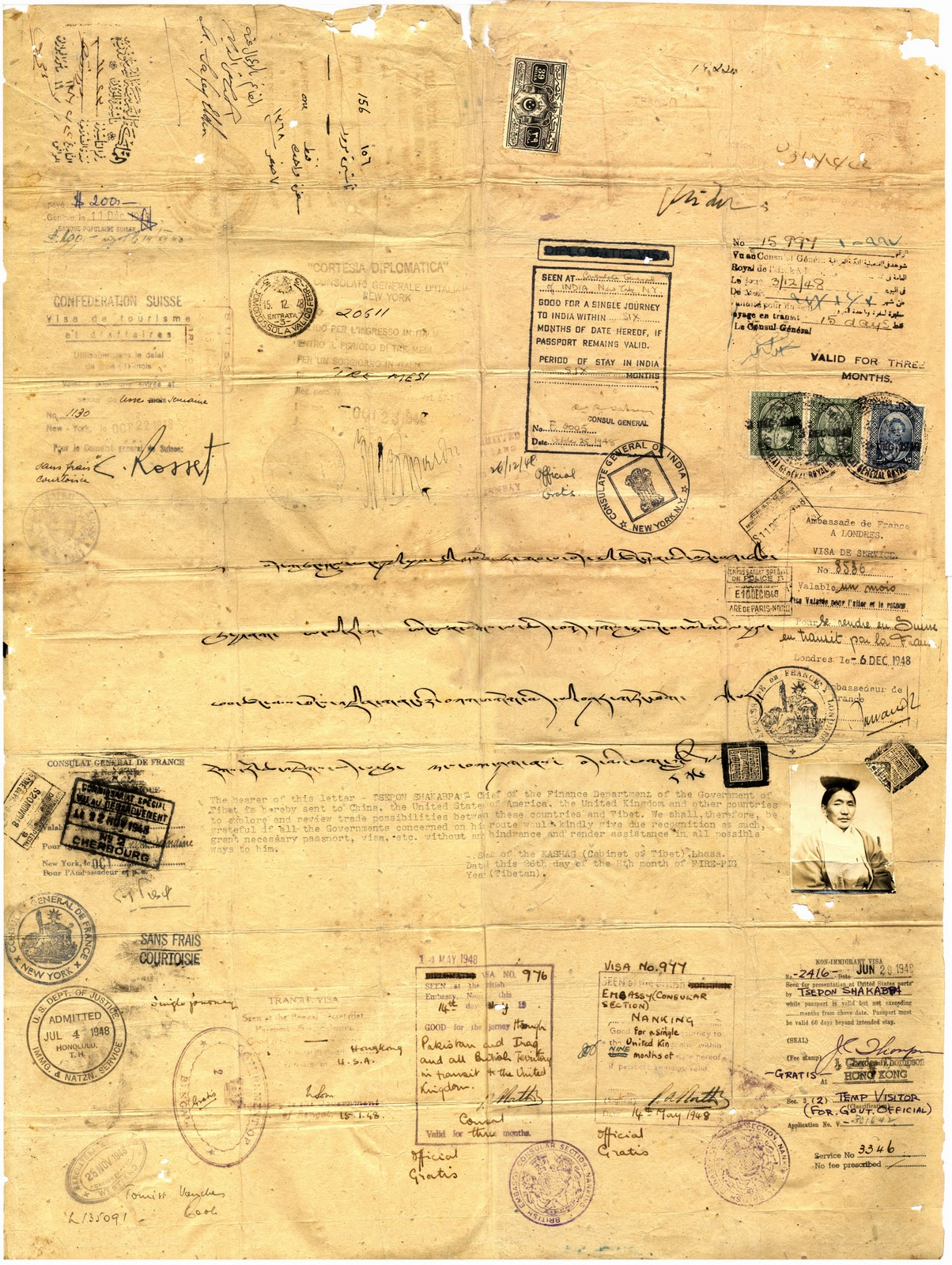
Le passeport de Tsepon W.D. Shakabpa

Le premier passeport tibétain connu a été délivré à un voyageur étranger en 1688 à un commerçant arménien, Hovannes (Johannes). En 1780 un passeport a été délivré à Lhassa à Purangir Gossain, un émissaire du gouverneur général de l'Inde, Warren Hastings, qui espérait ouvrir le Tibet au commerce avec la Compagnie britannique des Indes orientales.
Dans la première moitié du XXe siècle, le gouvernement tibétain a délivré des passeports tibétains aux voyageurs étrangers et aux Tibétains sortant du pays, comme attesté par différents auteurs et une preuve matérielle. Ainsi, Tsering Shakya affirme qu'en 1927, le Tibétain Sonam Wangyal (Palhese) s’est rendu en Angleterre en utilisant un passeport tibétain émis pour ce voyage.
En 2003, le passeport tibétain de Tsepon W.D. Shakabpa, dont une illustration avait déjà été publiée en 1967 dans l'ouvrage Tibet: A Political History, a été retrouvé au Népal. Délivré par le 13e dalaï-lama à son ministre des Finances Tsepon Shakabpa partant en voyage à l'étranger, le passeport, similaire au message des officiers nominaux qui distribuent les passeports aujourd'hui, est muni d'une photographie et stipule dans un texte bilingue tibétain - anglais (le passeport ne comporte aucune inscription en chinois) que "le possesseur de cette lettre - Tsepon Shakabpa, Chef du Département des Finances du Gouvernement du Tibet, est envoyé en Chine, aux États-Unis d'Amérique, au Royaume-Uni et dans d'autres pays pour explorer et réviser les possibilités commerciales entre ces pays et le Tibet",,. Le passeport, établi à Lhassa par le Kashag (le Conseil des ministres), est daté du 26e jour du 8e mois de l'année du Cochon de Feu selon le calendrier tibétain (10 octobre 1947 dans le calendrier grégorien). Le passeport a reçu les visas de nombreux pays et territoires, dont l'Inde, les États-Unis, le Royaume-Uni, la France, l'Italie, la Suisse, le Pakistan, l'Irak, Hong Kong, mais pas de la Chine. Certains visas révèlent un statut officiel, comportant les mentions "visa diplomatique", "courtoisie diplomatique", "visa de service", "officiel gratuit", ainsi que "pour officier du gouvernement".
Selon la famille Shakabpa ainsi que Friends of Tibet, une association solidaire des Tibétains en exil, ce passeport démontre que le Tibet était indépendant en 1948,. Selon Thupten Samphel, porte-parole du dalaï-lama, « cela indique que les endroits qu'il a visités ont reconnu le passeport délivré par le gouvernement tibétain ».
Barry Sautman, professeur associé de l'université de science et de technologie de Hong Kong, déclare pour sa part que les passeports d'un État non reconnu n'ont pas de valeur aux yeux des États reconnus et que l'apposition d'un visa ne saurait impliquer reconnaissance. Il cite à cet égard un texte sur la politique en matière de visa dans l'Union européenne : « en règle générale on n'appose pas de visa sur un passeport non reconnu ou, si on le fait, il est expressément stipulé que cet acte n'implique pas de reconnaissance de la part de l'autorité délivrante » .

### Le Népal s'est basé sur ses traités avec le Tibet pour adhérer à l'ONU
Selon Samdhong Rinpoché et Tseten Norbu, le 14 décembre 1955, le Népal prouva sa souveraineté pour adhérer à l’ONU sur la base de ses traités avec le Tibet, les seuls traités dont le Népal disposait,.

## Les arguments de la république populaire de Chine
Le gouvernement de la république populaire de Chine met en avant l'appartenance ancestrale du Tibet à la Chine , État « multiethnique » qui comporte 56 groupes ethniques différents, dont les Tibétains et les Hans. L'historiographie chinoise fait valoir que les dynasties féodales de la Chine exerçaient leur souveraineté sur le Tibet des siècles avant que les Européens ne débarquent aux Amériques.
La première raison avancée par la Chine est le mariage du roi Tibétain Songtsen Gampo, dans la première moitié du VIIe siècle, avec la princesse chinoise Wencheng Gongzhu (tibétain : Mung-chang Kong-jo).[réf. nécessaire] Songtsen Gampo avait en effet épousé cinq princesses, dont deux sont particulièrement notoires : la princesse chinoise Wencheng, d'une part (considérée comme la Tara blanche), et la princesse népalaise Bhrikuti (connue aussi sous son nom tibétain de Belsa, ou encore Besa ou Tritsun), assimilée à la Tara verte ,. Quant aux trois autres princesses épousées par Songtsen Gampo, elles provenaient de diverses provinces du Tibet pour sceller leur alliance avec lui ; c'était là en effet une pratique courante à l'époque .
L’alliance contractée par Songtsen Gampo est interprétée par la Chine — mais pas par le Népal dans le cas de la princesse Bhrikuti — comme un signe d’allégeance faisant du Tibet un vassal de l’Empire du Milieu. Ce thème a été repris par les historiens de la république populaire de Chine pour démontrer ce qu'ils présentent comme le bien-fondé des revendications de souveraineté chinoise sur le Tibet.[réf. nécessaire]
Un autre argument avancé par le gouvernement chinois est la protection accordée par la Chine au Tibet en échange d'une assistance spirituelle.[citation nécessaire] Cette affirmation est contestée à deux titres par les Tibétains en exil. D'une part le terme protection ne signifie pas souveraineté. D'autre part les Tibétains rappellent que lors de ces périodes de protection, la Chine n'était pas dirigée par des Chinois. En effet au XIIIe siècle, avec les conquêtes mongoles de Genghis Khan et de ses successeurs, les Mongols s'emparèrent de la Chine, pour y prendre le pouvoir sous le nom de dynastie Yuan (1234 — 1368). À partir du XVIIe siècle, la Chine était dirigée par des Mandchous , sous le nom de dynastie Qing (1644 — 1912).
En 1788 puis en 1791, le roi du Népal Prithvi Narayan Shah envahit le Tibet. Ce dernier, incapable de se libérer, demanda l'aide de la Chine. En 1788, Qianlong, l'empereur Qing, envoya des armées au Tibet pour rétablir le dalaï-lama, mais en profita pour lui associer un résident et une garnison. En 1792, il émit un décret royal en 29 points qui devait permettre de renforcer le contrôle de l'Empire sur le Tibet. Les Tibétains en exil indiquent que ces réformes furent peu appliquées et que le protectorat ne fut jamais exercé par les autorités de Pékin. Pour preuve, ils rappellent que les armées du Tibet affrontèrent seules celles du Ladakh en 1841 et du Népal en 1854 ainsi qu'un corps expéditionnaire britannique en 1904. Seuls des représentants du gouvernement Tibétain signent les traités de paix mettant fin à ces guerres. Pour Frédéric Lenoir, l'absence des Chinois lors de ces guerres et signatures de traités conforte l'idée d'une indépendance du Tibet à ces périodes.

### Souveraineté chinoise (XIIIe–XIXesiècles)
Au XIIIe siècle, la dynastie Yuan fit du Tibet une région administrative de la Chine. La dynastie Ming continua à exercer cette souveraineté sur le Tibet. À partir du XVIIe siècle, la dynastie des Qing administra le Tibet de façon étendue et poussée. Les empereurs Qing accordèrent leur titre honorifique respectif au Ve dalaï-lama (en 1653) et au Ve panchen-lama (en 1713), dont la réincarnation doit être approuvée par l'autorité centrale selon des règles établies.
De 1727 à 1911, ce sont en tout 57 amban (ministres chargés des affaires tibétaines) qui sont en poste au Tibet où ils ont la haute main sur l'administration locale pour le compte de l'autorité centrale.

### «Unification des peuples han, mandchou, mongol, hui et tibétain» (1912)
Après le renversement de la dynastie Qing par la révolution chinoise de 1911, Sun Yat-sen annonça, dans son discours inaugural comme premier président de la république de Chine en 1912, « l'unification des peuples han, mandchou, mongol, hui et tibétain ».
En 1912, sous la présidence de Yuan Shikai, un édit chinois déclara que le Tibet, la Mongolie et le Xinjiang étaient sur le même pied que les provinces de la Chine proprement dite et faisaient partie intégrante de la république de Chine. Des sièges furent réservés aux Tibétains à l'Assemblée nationale et le premier drapeau de la république de Chine, dit drapeau des « Cinq ethnies dans une même union », fut créé, symbolisant cette unification. Le dalaï-lama, invité par le président à rejoindre la République, répondit qu'il n'avait rien demandé de tel et « entendait exercer au Tibet le pouvoir temporel aussi bien qu'ecclésiastique ».

### Le statut des dalaï-lamas vu par la Chine
Le Tibet, cent questions et réponses, ouvrage officiel diffusé par les ambassades de la république populaire de Chine entre 1987 et 1988 affirme que le dalaï-lama et le panchen-lama ne le sont que par la volonté des empereurs chinois. En 1578, Altan Khan, un dirigeant mongol, convia Sonam Gyatso à venir prêcher, il lui donna à cette occasion le titre de « dalaï-lama ». En 1653, Lobsang Gyatso, le 5e dalaï-lama reçut de l'empereur Shunzhi le titre de « dalaï-lama wachilatanla, bouddha insouciant qui domine le monde de l'ouest ». C'est ainsi que fut créé par les Chinois, selon ces auteurs, le titre de « dalaï-lama ». Le titre de « panchen » a été donné en 1642 par Güshi Khan, le titre de « panchen-erdeni » a été donné en 1713 à Lobsang Gyatso. De plus, comme ces « deux branches du bouddhisme » (le dalaï-lama et le panchen-lama) reconnaissent la réincarnation, Qianlong décida en 1792 que les successeurs du dalaï-lama et du panchen-lama seraient désignés après un tirage au sort.

## Position d'États

### Position du Royaume-Uni (1903 - 1950)
Dans son rapport adressé le 8 janvier 1903 à Londres au Secrétaire d’État aux affaires indiennes, Lord Curzon, vice-roi des Indes de 1899 à 1905, indique :
« Nous considérons la soi-disant suzeraineté de la Chine sur le Tibet comme une fiction constitutionnelle, une simulation politique maintenue parce que convenant aux deux parties. », 

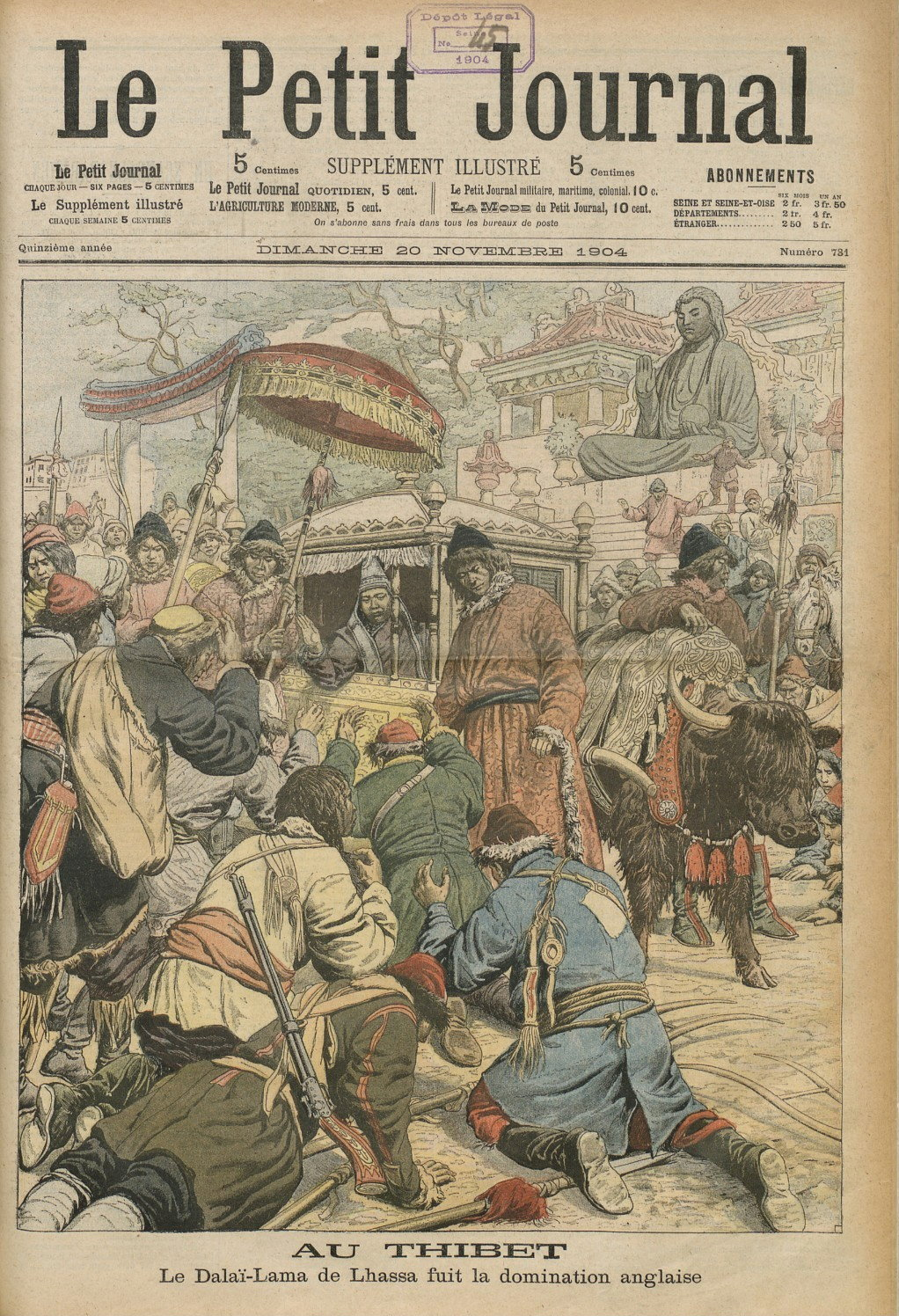
Le dalaï-lama fuit les Britanniques

Cette position explique l’expédition militaire britannique à Lhassa en 1903-1904, qui aboutit à la convention entre la Grande-Bretagne et le Tibet, conclue entre les Britanniques et les seuls Tibétains, le gouvernement impérial refusant de la signer. Ce traité reconnaît le Tibet comme indépendant, tout en le plaçant dans la zone d’influence britannique. À l’inverse, le 27 avril 1906, la Chine et la Grande-Bretagne signent à l'insu des Tibétains la convention sur le Tibet entre la Grande-Bretagne et la Chine, ou traité de Pékin de 1906, qui réaffirme l'autorité légitime de la Chine sur le Tibet.
En 1942, le chef du département d'Extrême-Orient au Foreign Office écrit dans un message adressé au conseiller de l'ambassade américaine à Londres : « En fait, non seulement les Tibétains proclament qu'ils sont un peuple indépendant, mais ils le sont réellement, et ces dernières années, ils ont combattu avec succès pour préserver leur liberté contre les tentatives de domination chinoise. »
En 1943, le ministre des affaires étrangères du Royaume-Uni, Anthony Eden, remet au gouvernement chinois une note où le Tibet est décrit comme « État autonome sous la suzeraineté de la Chine » et qui « jouit d'une indépendance de fait » .
L’appel du Tibet aux Nations unies envoyé le 7 novembre 1950 par le gouvernement du Tibet à la suite de l’invasion du Tibet par la Chine amena le Royaume-Uni à préciser son analyse du statut du Tibet. Les Nations unies devenant une institution internationale, les définitions coloniales préexistantes devaient être réévaluées, et l'Angleterre ne pouvait plus conserver l'indétermination sur le statut du Tibet, entre indépendance et suzeraineté. Après consultation des experts légaux du Royaume-Uni, le Tibet fut considéré comme un pays distinct. Ils se sont basés sur la convention de Simla conclu avec la Chine et le Tibet, et sur le fait que les Chinois avaient été expulsés en 1911, et que le Tibet avait déclaré son indépendance en 1912. Le Tibet était qualifié avec certitude comme un État séparé selon l'article 35 de la Charte des Nations unies du fait de sa conservation du plein contrôle de ses affaires intérieures et extérieures de 1911 à 1950,.

### Position de l'URSS dans les années 1960 et 1980
Selon Pierre-Antoine Donnet, la position soviétique a varié selon sa politique envers la Chine. Dans les années 1960 marquées par la rupture sino-soviétique, Moscou a mis en doute le caractère historique de la souveraineté de la Chine sur le Tibet. Le 30 avril 1980, lors d'un séjour à New Delhi, L. V. Scherbakov, directeur de l'information du Conseil Soviétique pour les Affaires religieuses (en), déclara que son pays était « toujours disposé à aider toute nation qui se bat pour l'indépendance et la justice » ajoutant que l'URSS n'avait pas reçu de demande du peuple tibétain.

### L'accord sur le commerce et les relations entre le Tibet chinois et l'Inde (1954)
Le 1er avril 1950, l'Inde reconnut officiellement la république populaire de Chine . Cependant, l’Inde conserva quelques années une mission à Lhassa et des relations diplomatiques indépendantes avec la capitale tibétaine. En 1954, le gouvernement indien et la Chine conclurent un « accord sur le commerce et les relations entre la région du Tibet de Chine et l'Inde » (Agreement on Trade and Intercourse Between the Tibet Region of China and India, ou accord de Panchsheel du nom des cinq principes de la coexistence pacifique formulés pour la première fois), professant respect mutuel pour leur intégrité territoriale et leur souveraineté respectives. Par ce document, l'Inde reconnaissait la souveraineté de la Chine sur le Tibet.

## Thèses de tierces parties

### La Commission internationale de juristes (1959, 1960, 1997)
Le 24 juillet 1959, la Commission internationale de juristes (CIJ) produisit un premier rapport  concluant que les Tibétains étaient privés de leurs droits fondamentaux selon le droit international, et que la Chine réprimait systématiquement et brutalement la liberté politique et religieuse au Tibet, et détaillant les atrocités qui auraient été commises au Tibet par la Chine,.
Selon Sunanda K. Datta-Ray (en), une déclaration de 1959 de la CIJ selon laquelle entre 1911 et 1951 le Tibet était « un État pleinement souverain, indépendant de facto et de jure de la Chine » aurait été qualifiée de « pro-tibétaine sans aucune retenue » par Tsering Shakya, l'auteur de The Dragon in the Land of Snows: A History of Modern Tibet Since 1947. Si Tsering Shakya utilise cette expression dans son ouvrage, c'est pour qualifier dans sa globalité le rapport de Purshottam Trikamdas de la CIJ (5 juin 1959), dont les conclusions mentionnent pour les Tibétains, un cas prima facie de destruction par les Chinois avec allégation de génocide, et pour le statut du Tibet, qu'il « était un pays indépendant, et que ce qui s'y passait ne constituait pas une affaire intérieure de la Chine ». En réalité, la déclaration exacte de la CIJ de 1959 est : « Tibet’s position on the expulsion of the Chinese in 1912 can fairly be described as one of de facto independence and there are strong legal grounds for thinking that any form of legal subservience to China had vanished. It is therefore submitted that the events of 1911-12 mark the re-emergence of Tibet as a fully sovereign state, independent in fact and law of Chinese control ».
En 1960, la CIJ produisit un second rapport concluant que le Tibet était « à tout le moins un État indépendant de facto » avant 1951, et que la Chine avait illégalement envahi le Tibet, et commettait un acte de génocide culturel contre le peuple tibétain ,. Ce rapport déclarait notamment : « de 1913 à 1950, le Tibet a démontré son existence en tant qu'État, tel que le conçoit le droit international ».
Divers auteurs, A. Tom Grunfeld, Barry Sautman, Yves Dezalay et Bryant G. Garth, affirment que la CIJ a été financée par la CIA. Pour Grunfeld, la CIJ est une des organisations créées et financées en sous main par la CIA dans le cadre de la guerre froide pour préparer des rapports de propagande contre la Chine. Le juriste Barry Sautman évoque pour sa part une « Commission internationale des juristes financée par la CIA »  Yves Dezalay et Bryant G. Garth font état du dévoilement, en 1967, des liens entre la CIA et la CIJ . Toutefois, si la formation de la CIJ a été financée 1952 à 1967 par la CIA par l’intermédiaire de l’American Fund for Free Jurists, le rôle de cette centrale était inconnu de la plupart des membres et responsables de la CIJ. En 1970, Niall MacDermot succéda à Seán MacBride et a extrait la CIJ de son association délicate avec la CIA, la hissant au premier rang du mouvement international relevant des droits de l’homme.
En 1997, dans une étude approfondie intitulée Tibet: Human Rights and the Rule of Law, la CIJ a conclu que le peuple tibétain a droit à l'autodétermination et qu'un référendum du peuple tibétain pour déterminer le statut futur de la région contribuerait significativement à résoudre le conflit politique au Tibet . Cependant, pour Barry Sautman, en droit international il n'existe pas de « droit à l'indépendance », à la sécession, pour une quelconque partie d'un pays.

### Le Tribunal permanent des Peuples (1992)
Le Tribunal permanent des Peuples, réuni à Strasbourg en novembre 1992 pour examiner les témoignages et arguments, a affirmé que les Tibétains réunissaient les conditions généralement acceptées pour constituer un « peuple » ayant droit à l'autodétermination et qu’ils « sont donc fondés à exercer leur droit l'autodétermination ». Le Tribunal concluait que « la présence de l'administration chinoise sur le territoire tibétain doit être considérée comme une domination étrangère du peuple tibétain ». Finalement, dans son verdict, le Tribunal a décidé que « Le peuple tibétain a depuis 1950 été continuellement privé de son droit à l'autodétermination » .

### La conférence internationale de juristes (1993)
La conférence internationale de juristes de Londres en 1993 conclut que les Tibétains forment un peuple ayant le droit à l’autodétermination, et que le Tibet est un État indépendant sous occupation.
En janvier 1993, une conférence a réuni à Londres 30 éminents juristes de nombreux pays pour étudier les questions relatives à l'autodétermination du peuple tibétain. À l’issue de leurs travaux, les participants conclurent, dans un acte écrit, que ,.
1. Selon la loi internationale, le peuple tibétain est titulaire du droit à l'autodétermination ; ce droit appartient au peuple tibétain et il n'appartient pas à l'appareil d'État de la république populaire de Chine, ni à aucune autre nation ou État, de dénier le droit du peuple tibétain à l'autodétermination.
2. Depuis l'action militaire de 1949-1950, le Tibet s'est trouvé sous la domination étrangère de la république populaire de Chine et a été administré avec les caractéristiques d'une administration coloniale oppressive.
3. Dans le cas particulier du Tibet et compte tenu de sa longue histoire d'existence séparée, la revendication du peuple tibétain à l'autodétermination, y compris l'indépendance, est compatible avec les principes d'unité nationale et d'intégrité des États.

## Position actuelle des États

### Évolution de la position du Royaume-Uni
Jusqu'au 29 octobre 2008, le gouvernement britannique s'en tenait à la position que la Chine exerçait une suzeraineté sur le Tibet et non une pleine souveraineté. Le Royaume-Uni restait le seul pays à adhérer à la position d'une entité autonome sous protectorat chinois. Désormais, elle s'aligne sur les autres pays et reconnaît que le Tibet fait partie intégrante de la république populaire de Chine .
Une « communication écrite ministérielle sur le Tibet » publiée sur le site du ministère britannique des Affaires étrangères, entérine ce revirement, qualifiant l'ancienne position d'anachronique et de legs de l'époque coloniale  :
« Notre aptitude à faire passer notre point de vue a été obscurcie par la position prise par le Royaume-Uni au début du XXe siècle sur le statut du Tibet, position fondée sur les données géopolitiques de l'époque. Notre reconnaissance de la « position spéciale » de la Chine au Tibet s'est élaborée autour du concept dépassé de suzeraineté. Certains se sont emparés de cela pour jeter le doute sur les buts que nous poursuivons et pour prétendre que nous refusons la souveraineté chinoise sur une vaste partie de son territoire. Nous avons fait entendre clairement au gouvernement chinois, et publiquement, que nous ne soutenons pas l'indépendance tibétaine. Comme tous les autres États membres de l'Union européenne, ainsi que les États-Unis, nous considérons le Tibet comme faisant partie intégrante de la république populaire de Chine. Notre intérêt réside dans la stabilité à long terme, laquelle ne peut être obtenue que par le respect des droits de l'homme et une plus grande autonomie pour les Tibétains ». David Miliband, le ministre britannique des Affaires étrangères, a même présenté ses excuses pour le fait que son pays n'ait pas fait cette démarche plus tôt .
Selon la sociologue et militante communiste Danielle Bleitrach, la reconnaissance de l'autonomie du Tibet par le Royaume-Uni était restée, trois décennies durant, la base juridique légale, quoique jamais mentionnée, des discussions entre le dalaï-lama et Pékin, au cours desquelles celui-ci réclamait seulement l'autonomie et non l'indépendance, position que la conférence des exilés tibétains en Inde a réaffirmée le 22 novembre 2008. Cette évolution est considérée par Bleitrach comme faisant disparaître ce qui constituait le principal argument de droit international à l’autonomie du Tibet.

### Soutien français à l'intégrité territoriale chinoise
Le 27 janvier 1964, sous la présidence de Charles de Gaulle, la France reconnaît la république populaire de Chine . Le bref communiqué annonçant l'ouverture de relations diplomatiques ne mentionne pas le Tibet , mais il est considéré comme impliquant une reconnaissance des frontières de la Chine telles que les conçoit la République populaire. Le dalaï-lama a cependant été reçu à diverses reprises par des officiels français, notamment par les présidents de la République François Mitterrand et Jacques Chirac.
En décembre 2008, le président Nicolas Sarkozy rencontre le dalaï-lama à Gdansk et, selon les propos rapportés par le chef spirituel tibétain en exil, manifeste « sa préoccupation pour le Tibet », ce qui suscite le mécontentement du gouvernement chinois . Après que le premier ministre chinois Wen Jiabao eut demandé à la France de clarifier sa position sur le Tibet, le porte-parole du Ministère français des affaires étrangères, Eric Chevallier, déclara que la position de la France était inchangée et que celle-ci rejetait le séparatisme et l'indépendance tibétaine . En avril 2009, Nicolas Sarkozy a paraphé avec le président chinois Hu Jintao un texte stipulant que « La France mesure pleinement l’importance et la sensibilité de la question du Tibet et réaffirme qu’elle s’en tient à la politique d’une seule Chine et à sa position selon laquelle le Tibet fait partie intégrante du territoire chinois, conformément à la décision prise par le général de Gaulle qui n’a pas changé et ne changera pas. Dans cet esprit et dans le respect du principe de non-ingérence, la France récuse tout soutien à l’indépendance du Tibet sous quelque forme que ce soit »,.

### Position des États membres de l'Union européenne
Selon Willem van Kemenade, conseiller politique, tous les États membres de l'Union européenne reconnaissent que le Tibet fait partie de la Chine. Il signale que les résolutions du parlement européen qui font pression pour une révision des liens entre gouvernement central et gouvernement local n'ont pas de valeur au regard de la loi internationale et ne sont pas contraignantes dans le cadre constitutionnel actuel de l'Union .

### Position des États-Unis
En février 2010, le président Barack Obama a rencontré le dalaï-lama, le désignant du titre de « dirigeant spirituel des Tibétains en exil » et lui a fait part de son « soutien à la préservation de l'identité religieuse, culturelle et linguistique unique du Tibet et à la protection des droits humains des Tibétains au sein de la république populaire de Chine ». Le gouvernement chinois a pour sa part protesté, affirmant que cette rencontre contredisait la reconnaissance par les États-Unis du statut du Tibet.

### Position de l'Inde
La république populaire de Chine et l'Inde établissent des relations diplomatiques le 1er avril 1950. Cependant, l’Inde conserve quelques années une mission à Lhassa et des « relations diplomatiques indépendantes avec la capitale tibétaine ». En 1954, la Chine et l'Inde concluent un « accord sur le commerce et les relations entre le Tibet chinois et l'Inde » (Agreement on Trade and Intercourse Between the Tibet Region of China and India, ou accord de Panchsheel du nom des cinq principes de la coexistence pacifique formulés pour la première fois), professant respect mutuel pour leur intégrité territoriale et souveraineté respectives. Par ce document, l'Inde reconnaît la souveraineté de la Chine sur le Tibet . L'Inde s'en est tenue depuis 1954 au respect de l'accord passé avec la Chine : le premier ministre, Jawaharlal Nehru, devant la chambre basse du parlement indien, déclare à l'époque : « Dans les siècles passés, à ma connaissance, jamais un pays étranger n'a nié la souveraineté de la Chine sur le Tibet ». L'Inde a néanmoins accordé asile au dalaï-lama Tenzin Gyatso lors de sa fuite du territoire tibétain en 1959, et héberge depuis sur son territoire l'Administration centrale tibétaine, mais sans reconnaître cette dernière comme le gouvernement légitime du Tibet. La fuite en Inde du dalaï-lama et de 13 000 réfugiés tibétains a marqué, à l'époque, une importante détérioration des relations entre la Chine et l'Inde. L'asile accordé par l'Inde aux indépendantistes tibétains a été principalement conçu par Nehru et par ses successeurs comme un moyen de gêner les autorités chinoises dans le cadre des relations frontalières sino-indiennes.

## L'ONU sur le statut du Tibet et l'autodétermination des Tibétains

### Un pays ne figurant pas sur la liste des pays à décoloniser de l'ONU

Le monde en 1945, Carte des Nations unies. Légende : The World in 1945 Cette présentation ne reflète nullement l’expression d’une opinion du secrétariat de l’ONU sur le statut légal d’un pays ou territoire.

Le Tibet n'a jamais été répertorié par les Nations unies comme « pays à décoloniser », que ce soit avant ou après 1971, date de l'entrée de la Chine populaire au sein de cette organisation internationale, et aucun pays n'a reconnu à ce jour le gouvernement tibétain en exil ,,. Dans la liste des pays et territoires à décoloniser publiée en 2008 par l'ONU, le Tibet n'est pas mentionné, et la Chine n'est pas citée au nombre des « puissances administrantes ».
Cependant, dans les résolutions de l'ONU datant de 1961 et 1965 – résolutions votées alors que l'ONU empêchait la Chine communiste de devenir membre de l'organisation, comme le signale A. Tom Grunfeld, le droit du peuple tibétain à l'autodétermination est reconnu.
Dans un document provenant du Tibet Justice Center, une ONG ayant un statut consultatif, et annexé au rapport du secrétaire général de l'ONU intitulé Situation au Tibet (rapport ayant fait suite à la Résolution de 1991), les Tibétains sont décrits comme un peuple sous domination coloniale ayant droit à l’autodétermination, et leur pays comme étant occupé. À ce jour, le droit du peuple tibétain à l'autodétermination n'a pu s'exprimer,.

### Limites de l'exécution du droit à l'autodétermination
Wen Mu, dans un article publié par le Quotidien du Peuple début 2009, juge le droit à l'autodétermination inapplicable au Tibet car, d'une part, l'ONU a défini en 1960 les limites et les conditions de son application en écartant toute tentative visant à détruire partiellement ou totalement l'unité nationale et l'intégrité territoriale d'un pays et, d'autre part, le gouvernement de la république populaire de Chine affirme que le Tibet n'a jamais cessé de faire partie du territoire de la Chine.
En 1964, le dalaï-lama qui espère encore en l’avènement d'un Tibet indépendant, positionne sa stratégie dans le mouvement postcolonial, l'ONU soutenant alors la lutte des peuples pour l'indépendance. La jurisprudence internationale a défini les caractéristiques d'un peuple distinct et les Tibétains répondent à tous les critères retenus.
L'ONU a par deux fois rappelé, après la déclaration de 1960, le droit du peuple tibétain à l'autodétermination (en 1961 puis 1965).
Pour Lakhan Lal Mehrotra, les Tibétains constituent un peuple en droit de bénéficier de l’autodétermination selon la loi internationale. C'est en reconnaissance de ce fait que furent adoptées les résolutions de 1959, 1960 et 1965 qui reconnaissent le statut des Tibétains en tant que peuple et se réfèrent à leur droit à l’autodétermination.

## Avis personnels

### Responsable du département d'Extrême-Orient au Foreign Office (1942)
Dans un échange diplomatique daté du 7 août 1942, le responsable du département d'Extrême-Orient au Foreign Office écrivait : « En fait, non seulement les Tibétains proclament qu'ils sont un peuple indépendant, mais ils le sont réellement, et, ces dernières années, ils ont combattu avec succès pour préserver leur liberté contre les tentatives de dominations chinoises » .

### Amaury de Riencourt (1947)
En 1947, l'historien et écrivain français Amaury de Riencourt voyagea au Tibet et séjourna à Lhassa où il resta cinq mois, et déclara que ce pays se gouvernait seul dans tous les domaines, comme une nation indépendante, ajoutant que les ordonnances de son gouvernement avaient cours dans tout le pays.

### Noam Chomsky (1967)
Pour le linguiste et philosophe américain Noam Chomsky, s'exprimant en 1967 sur la question du statut, le Tibet est reconnu internationalement comme étant une région de la Chine. Ce statut a été accepté par l'Inde ainsi que par la Chine communiste et la Chine nationaliste et n'a jamais été remis en question par les États-Unis. Il ajoute qu'il est simpliste de dire que « la Chine s'est emparé d'un pays qui ne le voulait pas », et que cela n'est aucunement le point de vue général des universitaires occidentaux. Il cite les auteurs Ginsbergs et Mathos (Pacific Affairs, septembre 1959), pour qui le soulèvement de mars 1959, loin d'avoir impliqué un nombre considérable de Tibétains des classes populaires, fut l'œuvre essentiellement des grands propriétaires de domaines et des tribus khampa, traditionnellement rebelles et pillardes, opposées à toute autorité publique extérieure, dont parfois celle du dalaï-lama (Pacific Affairs, septembre 1959).

### Alain Peyrefitte (1990)
Pour l'homme politique et écrivain français Alain Peyrefitte, Pékin n'a pas tort de dire que le Tibet a été de tout temps dans la mouvance chinoise : « Il est exact que, depuis des siècles, les Tibétains ont été, aux côtés des Han, avec les Ouighours, les Mandchous, les Mongols, une des cinq composantes essentielles de l'Empire céleste. Les proclamations des empereurs mandchous, notamment les "deux grands", Kianxi et Qianlong, étaient simultanément rédigées en tibétain, en mandarin, en mandchou et en mongol. ».